# 畑友洋
畑 友洋（はた ともひろ、1978年（昭和53年） - ）は、日本の建築家。
畑友洋建築設計事務所主宰。神戸芸術工科大学准教授。京都大学非常勤講師。

## 来歴
- 1978年 兵庫県生まれ
- 1997年 洛南高等学校卒業
- 2001年 京都大学工学部建築学科卒業
- 2003年 京都大学大学院工学研究科修士課程修了
- 2003年 高松伸建築設計事務所勤務
- 2005年 株式会社畑友洋建築設計事務所設立
- 2013年～京都大学非常勤講師
- 2017年～神戸芸術工科大学准教授
- 2023年～神戸大学非常勤講師

## 主な作品
- 2016年 元斜面の家
- 2017年 舞多聞の家
- 2018年 円側の家
- 2018年 大地の家
- 2018年 明石市大蔵海岸公園施設
- 2020年 三宮プラッツ
- 2020年 奥池の家
- 2020年 御影の家
- 2020年 五色山の家
- 2021年 下鴨の家
- 2021年 甲陽園の家
- 2022年 原池公園拠点施設
- 2023年 Xiaomi南京本社
- 2023年 物集の家
- 2023年 五条連棟町家
- 2023年 西神中央駅前プレンティ広場グリーンルーフ
- 2024年 JR灘駅前南広場
- 2024年 西岡本の家
- 2025年 Tottei 緑の丘

## 受賞
- 2005年　新建築住宅設計競技2005 一等
- 2008年　六甲山トンネル南口再整備デザインコンペディション 最優秀賞
- 2009年　SDレビュー入選
- 2010年　Atlantic City Boardwalk Holocaust Memorial実施設計競技　finalist
- 2011年　JIA 第6回関西建築家新人賞
- 2011年　六甲ミーツ・アート芸術散歩奨励賞
- 2011年　長浜アーバングラスコンペティション グランプリ
- 2012年　WAN House of the Year 2011 受賞
- 2012年　BOKA ARTIST RESIDENCE COMPETITION first prize
- 2015年　京都建築賞優秀賞
- 2016年　大阪建築コンクール渡辺節賞
- 2016年　SDレビュー入選
- 2017年　日本建築学会作品選集新人賞
- 2017年　三宮プラッツ整備委託業務プロポーザル最優秀賞
- 2018年　日本建築設計学会賞
- 2020年　JR灘駅前広場(南北)設計業務公募型プロポーザル最優秀賞
- 2021年　京都大学建築100周年記念コンペ実作部門銀賞
- 2021年　新神戸駅前広場・生田川公園再整備デザイン計画プロポーザル最優秀賞
- 2021年　神戸駅前広場再整備設計業務公募型プロポーザル最優秀賞
- 2022年　Archi-Neering Design AWARD 2021 (第2回AND賞）優秀賞
- 2022年　日本建築設計学会賞
- 2022年　京都建築賞優秀賞
- 2022年　日本建築家協会JIA新人賞
- 2024年 - 日本建築学会作品選奨 2024 [日本建築学会] [1]
- 2024年　神戸港・新港突堤西地区マリーナ等の整備・運営事業プロポーザル選定